# Oma
Oma (rusky Ома) je řeka v Něneckém autonomním okruhu v Archangelské oblasti v Rusku. Je dlouhá 268 km. Plocha povodí měří 5050 km².

## Průběh toku
Protéká v členitém říčním korytu bažinatou nížinou. Ústí do Čošského zálivu Barentsova moře, přičemž vytváří estuár.

## Vodní režim
Zdrojem vody jsou sněhové a dešťové srážky.

## Fauna
Řeka je bohatá na ryby.